# Instytut Badawczy Noborito
Instytut Badawczy Noborito (jap. 登戸研究所 Noborito Kenkyūjo) – kompleks cesarskiej armii japońskiej, funkcjonujący niegdyś w Higashimita, w okręgu Tama, mieście Kawasaki, otwarty w 1937 roku. Jego zadaniem było opracowywanie oraz wytwarzanie sekretnej i nowatorskiej broni, na przykład bomb balonowych, a także materiałów oraz ekwipunku na potrzeby spisków i operacji szpiegowskich, takich jak fałszywe banknoty, podrobione paszporty . Jego kompetencje rozszerzono w roku 1939, a pod koniec wojny na obszarze instytutu znajdowało się około 100 budynków, w tym laboratoria, magazyny, drukarnia i składy amunicji. Pracowało tam około 1000 osób, w tym naukowcy, inżynierowie oraz robotnicy.

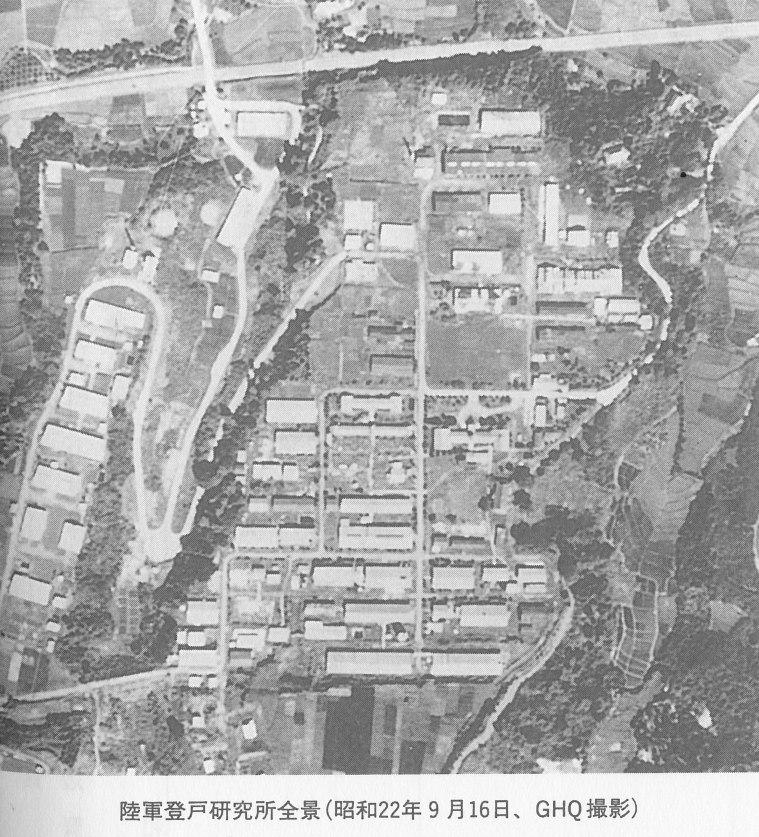
Widok z lotu ptaka na teren instytutu, 1947 r.

Jego oficjalna nazwa brzmiała 9. Armijny Instytut Badań Technicznych (jap. 第9陸軍技術研究所 Dai kyū Rikugun Gijutsu Kenkyūjo), lecz z racji tego, że rezultaty jego badań i rozwoju nigdy nie miały być udostępniane osobom postronnym, nadano mu kryptonim „Instytut Badawczy Noborito”.
Instytut Badawczy Noborito odgrywał zasadniczą rolę w tajnych działaniach wojennych podczas wojny na Pacyfiku i cieszył się dużym uznaniem wśród wojskowych, ale pod koniec wojny został zamknięty. Następnie, w latach 50. XX wieku, Uniwersytet Meiji nabył część dawnego Instytutu, gdzie otwarto kampus Ikuta.